# نماد شیمیایی
نماد شیمیایی (به انگلیسی: Chemical symbol) مخفف یک یا دو حرفی که با توافق بین‌المللی به هر عنصر نسبت داده می‌شود.
هر عنصر با یک نماد شیمیایی که مورد توافق جهانی است مشخص می‌شود. اغلب این نمادها شامل یک یا دو حرف هستند. نمادهای سه حرفی برای مشخص کردن برخی عناصر جدید که در واکنش‌های هسته‌ای تولید شده‌اند به کار برده شده‌است. گرچه نام یک عنصر در زبان‌های مختلف ممکن است متفاوت باشد اما نماد آن یکسان است. اگرچه اغلب نمادها به نام انگلیسی عناصر نزدیک است اما برخی از آنها از نام لاتین عناصر گرفته شده‌است.

مثال یادداشتی از یک نماد اتمی(نافلز منیزیم)